# Godebold von Utrecht
Godebald (auch Godebold, Gondebald) († 12. November 1127 in Oostbroek bei Utrecht) war von 1114 bis 1127 Bischof von Utrecht.

## Leben
Er stammte aus einem friesischen Adelsgeschlecht. Über die Umstände, wie er Bischof wurde, ist nichts Näheres bekannt. Es ist durchaus möglich, dass ihn Heinrich V. dazu 1114 ernannte. Klar ist, dass er bereits 1116 auf Seiten der Gegner des Königs um Lothar von Süpplingenburg stand. Er war 1116 anwesend, als der kaisertreue Bischof Mazo von Verden durch Thietmar von Verden ersetzt wurde.  Er war auch bei einem Treffen der Fürstenopposition in Fritzlar 1118 anwesend.
Nach dem Ende des Streits um die Besetzung des Bistums Lüttich näherte er sich Heinrich V. wieder an. Dieser bestätigte 1122 das vom Bischof gewährte Recht der Stadt Utrecht. In der Folge versuchte er ausgleichend zwischen Kaiser und Papst zu wirken. Er gehörte zu den Zeugen, die das Wormser Konkordat von 1122 listet.
Allerdings war er 1123 mit Petronilla von Holland verbündet, die sich gegen Heinrich V. erhoben hatte. Der Kaiser belagerte die dem Bischof gehörende Schulenburg bei Bentheim. Zum Entsatz kamen Lothar und der Bischof Dietrich II. von Münster mit ihren Truppen heran. Wegen eines die beiden Heere trennenden Sumpfes kam es nicht zur Schlacht. Der Kaiser musste die Belagerung abbrechen. Einige Zeit später wurde sie doch erobert und zerstört.
Nach dem Tod Heinrichs nahm ihm dessen Nachfolger Lothar die Kontrolle über einige friesische Gaue.
In seinem geistlichen Zuständigkeitsbereich hat er die Klosterzucht gefördert. Er gründete die Benediktinerabtei Oosbroek. Anderen geistlichen Einrichtungen machte er bedeutende Schenkungen. In Middelburg vertrieb er die verweltlichten Kapitulare und ersetzte sie durch Benediktiner.
In seinen letzten Jahren lebte er ab 1126 als Mönch im Kloster Oosbroek.